# Schelborn
Schelborn ist ein Teil der Ortsgemeinde Oberdürenbach im Landkreis Ahrweiler in Rheinland-Pfalz.

## Geographie
Schelborn liegt in der Osteifel im Landschaftsschutzgebiet Rhein-Ahr-Eifel. Schelborn gehört zu der Ortsgemeinde Oberdürenbach. Zu dieser Ortsgemeinde gehören Oberdürenbach, Büschöfe und Schelborn.

## Sehenswürdigkeiten
- Kapelle Mariä Geburt aus dem Jahre 1883, steht im Blasweilerweg 1. Der Saalbau stammt aus dem Jahre 1883.
- Wegekreuz aus dem 18. Jahrhundert in der Dorfstraße.
- Bildstock im Süden Schelborns aus dem 16. Jahrhundert.

## Geschichte
Schelborn gehörte bis zum Ende des 18. Jahrhunderts zur Reichsherrschaft Olbrück.
In dem Jahr 1794 wurde das Linke Rheinufer von französischen Revolutionstruppen besetzt. Unter der Führung der französischen Besetzer gehörte die Gemeinde Oberdürenbach zur Mairie Königsfeld im Kanton Wehr, der dem Arrondissement Bonn und dem Rhein-Mosel-Departement zugeordnet war. Nach den Verträgen, die auf dem Wiener Kongress geschlossen wurden, wurde Schelborn 1815 ein Teil des Königreich Preußen. Unter der preußischen Verwaltung gehörte Schelborn von 1816 an zur Bürgermeisterei Königsfeld.